# Skuon
Skuon (Khmer: ស្គន់) ist die Hauptstadt des Landkreises Cheung Prey, in der Provinz Kampong Cham, Kambodscha.
Diese geschäftige Marktstadt ist rund um die Kreuzung von Nationalstraße 6 und Nationalstraße 7 entstanden. Skuon liegt etwa 49 km westlich der Provinzhauptstadt Kampong Cham und 75 km nördlich der kambodschanischen Hauptstadt Phnom Penh.

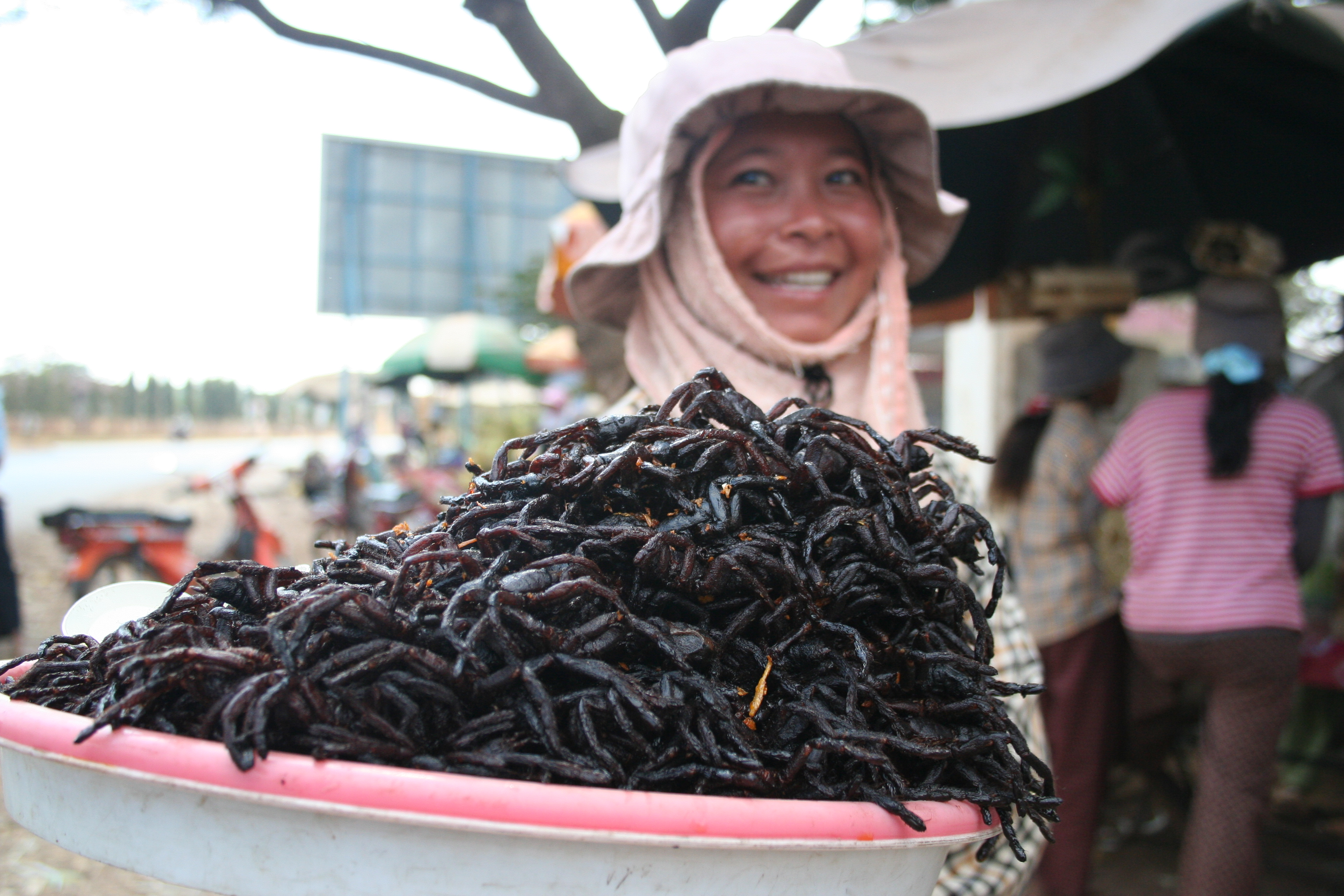
Gebratene Spinnen zum Verkauf auf dem Markt in Skuon

Skuon wird in der Landessprache manchmal als „Spinnenstadt“ bezeichnet und ist bei internationalen Besuchern Kambodschas für seine gebratenen Spinnen berühmt.